# Capella dels Pazzi
La Capella dels Pazzi (en italià Cappella dei Pazzi), està situada a l'est del primer claustre de la Basílica de la Santa Creu de Florència, situada dins del jardí d'aquesta. Es construí després del 1429 com a capella funerària de la família Pazzi i com a sala per als franciscans. Es tracta d'una de les obres mestres de Filippo Brunelleschi, encara que l'acabessin altres, com moltes de les seves altres obres. Les obres s'acabaren dues dècades després de la mort de Brunelleschi.

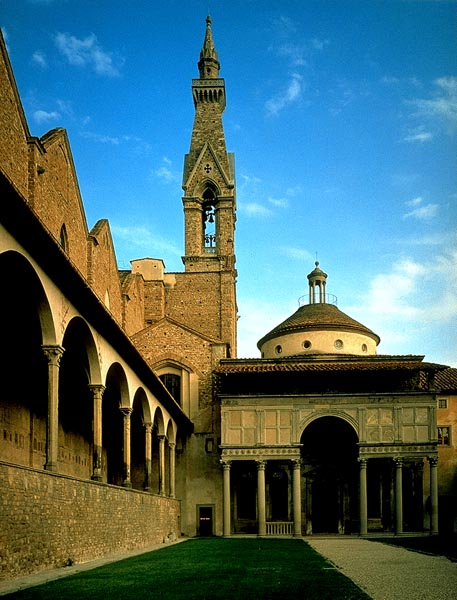
Exterior de la capella dels Pazzi.

És un edifici de petites dimensions i amb un pòrtic cobert per volta de canó, que es va construir com a recinte funerari dels Pazzi. Aquesta capella ha sigut considerada com l'exemple més representatiu de l'arquitectura de Brunelleschi, el qual hi mostra, una vegada més, a més de la cita d'elements clàssics la seua preocupació per l'ús adequat de les proporcions i de l'harmonia, emprant com a mesura la proporció àuria (ja emprada anteriorment pels grecs als seus temples) en el disseny de la seua planta i façana.
De planta de creu grega amb cúpula central i pòrtic, és, per diversos aspectes, la més avançada en les solucions arquitectòniques d'aquest arquitecte.
La seua façana és un pòrtic de cinc trams entre sis columnes d'ordre compost, els quatre extrems amb llinda i el central en forma d'arc de triomf semicircular molt alt i de doble amplària, cobert per una volta de canó. Sobre aquest pòrtic s'alça un àtic decorat amb pilastres corínties i seccionat pel gran arc del centre, que es corona en una cornisa molt ornamentada. Aquesta combinació de les llindes gregues i l'arc central d'inspiració romana serviria per a suavitzar la llum.
Dalt s'enlaira la cúpula amb la seua llanterna. Aquesta organització del pòrtic, en la qual va reeixir a combinar les llindes i l'arc central, va suposar una innovació que posteriorment seria model o font d'inspiració per a nombrosos arquitectes.
Juga amb la idea de planta centralitzada, amb una cúpula que domina l'espai, decorada amb mitjacanyes.
La capella que allotja l'altar està ornamentada amb pilastres adossades amb estries i voltes de canó amb cassetassos.
El pòrtic combina un arc central dovellat i frisos a base de mitjacanyes i estrígils. L'interior va servir de model a Miquel Àngel per a la sagristia de la basílica de Sant Llorenç.
- Cúpula de la capella dels Pazzi.
- Volta del pòrtic.